# Lohner-Porsche
Lohner-Porsche (полное название System Lohner-Porsche Mixtewagen Semper Vivus) — первый в мире гибридный автомобиль, построен известным конструктором Фердинандом Порше совместно с австрийской фирмой Hofwagenfabrik Ludwig Lohner & Co в 1900 году.
Изначально был электрокаром. Год спустя была представлена и гибридная модификация.

## История
В 1900 году на Парижском автосалоне был впервые представлен электрический вариант.
Далее Ф. Порше добавил в середину шасси автомобиля два бензиновых двигателя внутреннего сгорания, которые служили приводом для двух электрогенераторов. Выработанный динамо-машинами электрический ток сначала подавался на двигатели в колесах, от которых избыточная мощность поступала в аккумуляторные батареи. Кроме того, особый побочный эффект состоял в том, что генераторы при перемене полярности можно было использовать в качестве электрических стартеров для бензиновых двигателей.
В таком виде прототип был готов к запуску в серийное производство и уже в 1901 году на автошоу в Париже повторил шумный успех.

### Реконструкция
Более чем 100 лет спустя была создана, в сотрудничестве инженеров Porsche Engineering с кузовным ателье Drescher из Хинтерцартена, копия, практически полностью соответствующая оригиналу.
Машина, названная теперь Semper Vivus (с лат. — «Вечно живой») была воссоздана специалистами  за четыре года и сейчас находится в полностью рабочем состоянии. Это обошлось в 1 млн долл. Реконструкция происходила всего по двум сохранившимся фотографиям машины (чертежи не сохранились), базовым размером для расчёта размеров и дальнейшего компьютерного моделирования послужил известный диаметр колёс. Внезапно обнаруженные на завершающем этапе реконструкции на одном из аукционов чертежи, лишь подтвердили практически точное попадание в фактические размеры оригинала.
После показа на Женевском автосалоне 2011 года Semper Vivus стала частью экспозиции музея Porsche в Штутгарте.
Сегодня автораритет входит в фонд Технического музея Вены[уточнить].

## Технические данные
- Масса: 1,2 т (была слишком велика для мягкой резиновой смеси пневматических шин того времени);
- Два бензиновых двигателя DeDion Bouton с водяным охлаждением мощностью 3,5 л.с.;
- Два электрогенератора по 2,5 л.с. Оба генератора работали отдельно друг от друга и каждый обеспечивал ток 20 А при напряжении 90 В;
- Автономность: 200 км.